# Actineria dendrophora
Actineria dendrophora är en havsanemonart som beskrevs av Alfred Cort Haddon och Shackleton 1893. Actineria dendrophora ingår i släktet Actineria och familjen Thalassianthidae. Inga underarter finns listade i Catalogue of Life.